# 구별 불가능한 입자
양자역학에서 구별 불가능한 입자(영어: Indistinguishable particles, 동일 입자 또는 비식별 입자(indiscernible particles)라고도 함)는 원칙적으로 서로 구별할 수 없는 입자이다. 동일한 입자의 종류에는 전자와 같은 기본 입자, 원자핵과 같은 복합 아원자 입자, 그리고 원자와 분자가 포함되지만 이에 국한되지는 않는다. 알려진 모든 구별 불가능한 입자는 양자 규모에서만 존재하지만, 양자 통계에서 탐구되었듯이 모든 가능한 입자의 포괄적인 목록이나 명확한 적용 한계는 없다. 이들은 1926년 베르너 하이젠베르크와 폴 디랙에 의해 처음 논의되었다.
동일한 입자에는 두 가지 주요 범주가 있다. 양자 상태를 공유할 수 있는 보손과 공유할 수 없는 페르미온(파울리 배타 원리에 의해 설명됨)이다. 보손의 예로는 광자, 글루온, 포논, 헬륨-4 핵 및 모든 중간자가 있다. 페르미온의 예로는 전자, 중성미자, 쿼크, 양성자, 중성자 및 헬륨-3 핵이 있다.
입자가 동일할 수 있다는 사실은 통계역학에서 중요한 결과를 가져온다. 여기서 계산은 연구 대상이 동일한지 여부에 민감한 확률론적 논증에 의존한다. 결과적으로 동일한 입자는 구별 가능한 입자와 현저하게 다른 통계적 행동을 보인다. 예를 들어, 입자의 구별 불가능성은 기브스의 혼합 역설에 대한 해결책으로 제안되었다.

## 입자 구별하기
입자를 구별하는 방법에는 두 가지가 있다. 첫 번째 방법은 질량, 전하, 스핀과 같은 입자의 고유한 물리적 속성의 차이에 의존한다. 차이가 존재하면 관련 속성을 측정하여 입자를 구별할 수 있다. 그러나 확인된 바에 따르면 동일한 종류의 미시적 입자는 완전히 동일한 물리적 속성을 가지고 있다. 예를 들어, 모든 전자는 동일한 전하를 가지고 있다.
입자가 동일한 물리적 속성을 가지고 있더라도 입자를 구별하는 두 번째 방법이 있는데, 이는 각 입자의 궤적을 추적하는 것이다. 각 입자의 위치를 무한한 정밀도로 측정할 수 있는 한(입자가 충돌할 때도 마찬가지) 어떤 입자가 어떤 입자인지에 대한 모호함이 없을 것이다.
두 번째 접근 방식의 문제는 양자역학의 원칙과 모순된다는 것이다. 양자 이론에 따르면, 입자는 측정 사이의 기간 동안 확실한 위치를 가지지 않는다. 대신, 각 위치에서 입자를 찾을 확률을 제공하는 파동 함수에 의해 지배된다. 시간이 지남에 따라 파동 함수는 확산되고 겹치는 경향이 있다. 일단 이렇게 되면, 후속 측정에서 어떤 입자의 위치가 이전에 측정된 위치에 해당하는지 결정하는 것이 불가능해진다. 그러면 입자는 구별 불가능하다고 말한다.

## 양자 역학적 설명

### 대칭 및 반대칭 상태

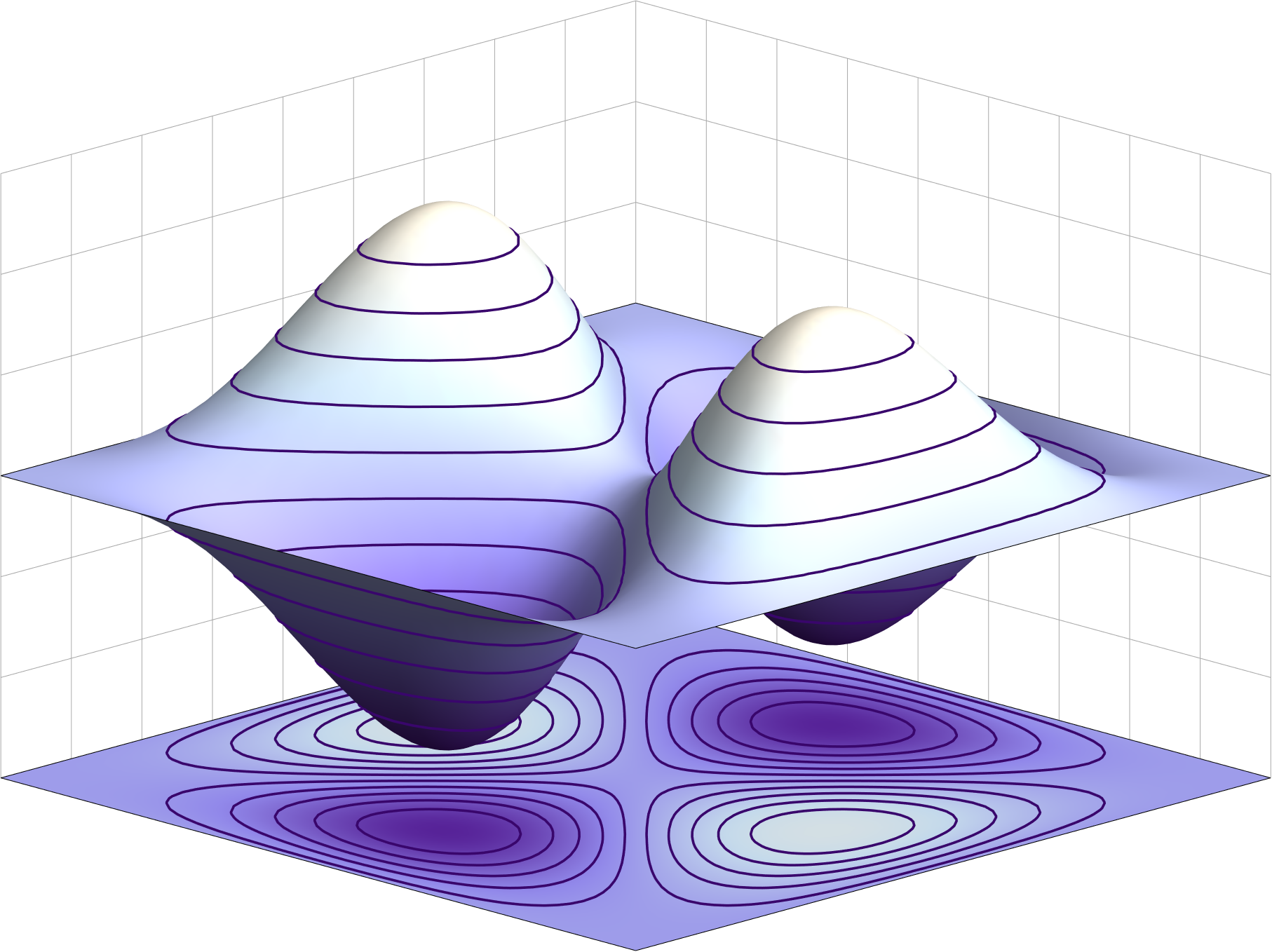
무한 사각형 우물 퍼텐셜에서 (페르미온) 2입자 상태에 대한 반대칭 파동 함수

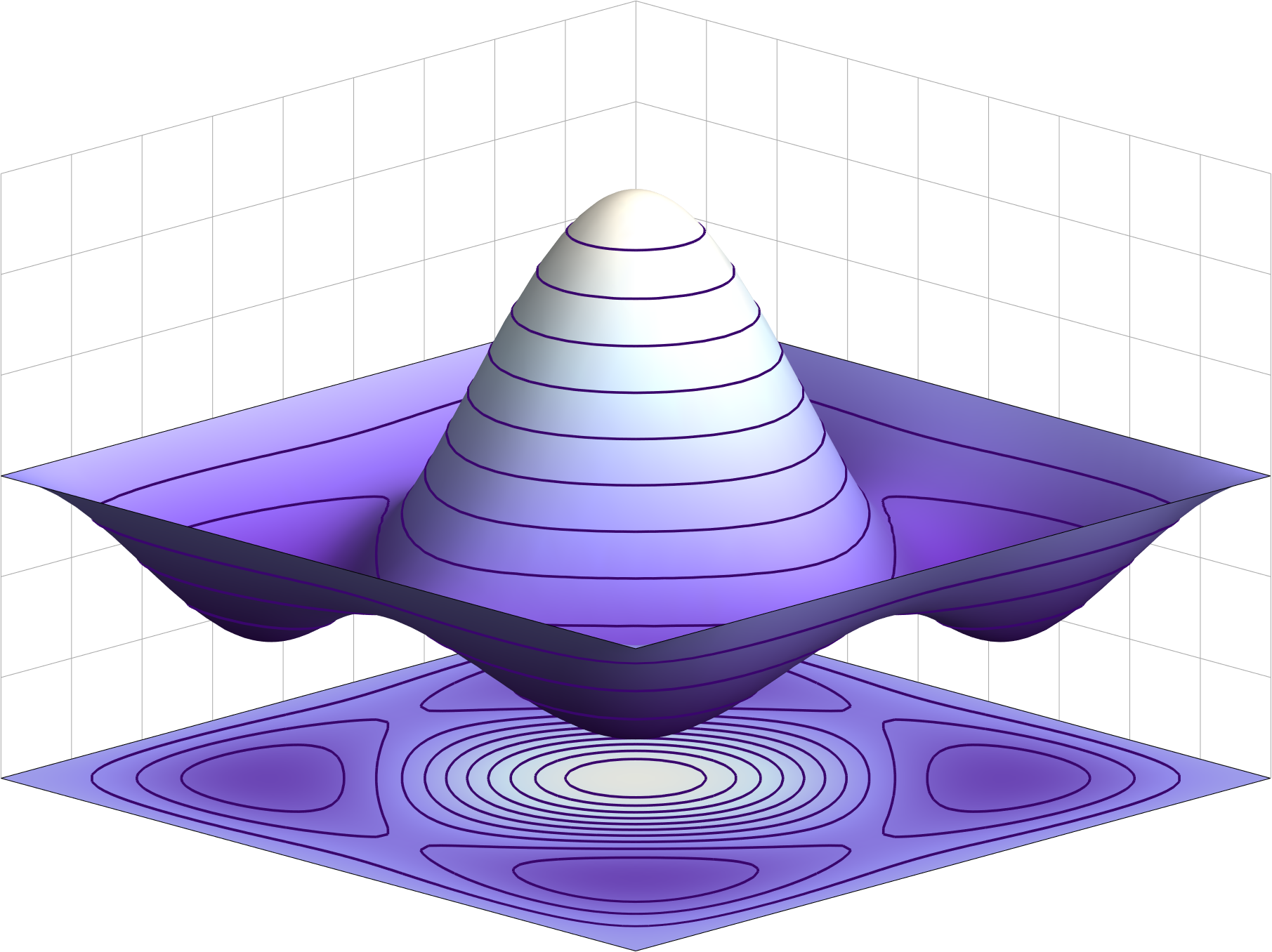
(보손) 2입자 상태에 대한 대칭 파동 함수

다음은 양자역학의 수학 공식화 문서에서 개발된 형식론을 사용하여 위 논의를 구체화하는 예시이다.
n을 단일 입자 상태를 지정하는 완전한 (이산) 양자수 집합이라고 하자 (예: 상자 속 입자 문제의 경우 n은 파동 함수의 양자화된 파수 벡터라고 하자). 간단히 하기 위해 서로 상호 작용하지 않는 두 입자로 구성된 시스템을 고려해 보자. 한 입자는 상태 n1에 있고, 다른 입자는 상태 n2에 있다고 가정하자. 시스템의 양자 상태는 다음과 같이 표현된다.
{\displaystyle |n_{1}\rangle |n_{2}\rangle }
여기서 텐서곱의 순서가 중요하다 ({\displaystyle |n_{2}\rangle |n_{1}\rangle }인 경우, 입자 1은 상태 n2를 차지하고 입자 2는 상태 n1을 차지한다). 이것은 개별 공간으로부터 결합된 시스템의 텐서곱 공간 {\displaystyle H\otimes H}에 대한 기저를 구성하는 표준적인 방법이다. 이 표현은 구별 가능한 입자에 유효하지만, 입자를 교환한 결과로 {\displaystyle |n_{1}\rangle |n_{2}\rangle }과 {\displaystyle |n_{2}\rangle |n_{1}\rangle }이 일반적으로 다른 상태이므로 구별 불가능한 입자에는 적합하지 않다.
- "입자 1은 n1 상태를 차지하고 입자 2는 n2 상태를 차지한다" ≠ "입자 1은 n2 상태를 차지하고 입자 2는 n1 상태를 차지한다".

두 상태는 복소 위상 인수만 다를 경우에만 물리적으로 동등하다. 두 개의 구별 불가능한 입자의 경우, 입자 교환 전의 상태는 교환 후의 상태와 물리적으로 동등해야 하므로, 이 두 상태는 복소 위상 인수만 다르다. 이 사실은 두 개의 구별 불가능한 (상호 작용하지 않는) 입자에 대한 상태가 다음 두 가지 가능성으로 주어짐을 시사한다.
{\displaystyle |n_{1}\rangle |n_{2}\rangle \pm |n_{2}\rangle |n_{1}\rangle }
합계인 상태는 대칭으로 알려져 있으며, 차이를 포함하는 상태는 반대칭이라고 불린다. 더 완벽하게는 대칭 상태는 다음과 같은 형태를 가진다.
{\displaystyle |n_{1},n_{2};S\rangle \equiv {\mbox{constant}}\times {\bigg (}|n_{1}\rangle |n_{2}\rangle +|n_{2}\rangle |n_{1}\rangle {\bigg )}}
반면 반대칭 상태는 다음과 같은 형태를 가진다.
{\displaystyle |n_{1},n_{2};A\rangle \equiv {\mbox{constant}}\times {\bigg (}|n_{1}\rangle |n_{2}\rangle -|n_{2}\rangle |n_{1}\rangle {\bigg )}}
n1과 n2가 같으면 반대칭 표현은 0이 되며, 이는 정규화될 수 없으므로 상태 벡터가 될 수 없다는 점에 유의한다. 즉, 하나 이상의 동일한 입자가 반대칭 상태를 차지할 수 없다(하나의 반대칭 상태는 하나의 입자만 차지할 수 있다). 이것은 파울리 배타 원리로 알려져 있으며, 원자의 화학적 특성과 물질의 안정성 뒤에 있는 근본적인 이유이다.

### 교환 대칭성
대칭 및 반대칭 상태의 중요성은 궁극적으로 경험적 증거에 기반한다. 동일한 입자가 다음과 같은 혼합된 대칭 상태를 차지하지 않는다는 것이 자연의 사실인 것으로 보인다.
{\displaystyle |n_{1},n_{2};?\rangle ={\mbox{constant}}\times {\bigg (}|n_{1}\rangle |n_{2}\rangle +i|n_{2}\rangle |n_{1}\rangle {\bigg )}}
사실 이 규칙에는 예외가 있으며, 이에 대해서는 나중에 논의할 것이다. 한편, 다중 입자 상태의 특정 대칭, 즉 교환 대칭성을 검토함으로써 대칭 및 반대칭 상태가 어떤 의미에서 특별하다는 것을 알 수 있다.
교환 연산자라고 불리는 선형 연산자 P를 정의한다. 두 상태 벡터의 텐서 곱에 작용할 때 상태 벡터의 값을 교환한다.
{\displaystyle P{\bigg (}|\psi \rangle |\phi \rangle {\bigg )}\equiv |\phi \rangle |\psi \rangle }
P는 헤르미트이면서 유니터리이다. 유니터리이므로 대칭 연산자로 간주될 수 있다. 이 대칭은 입자(즉, 단일 입자 힐베르트 공간)에 부착된 레이블의 교환에 대한 대칭으로 설명될 수 있다.
분명히 {\displaystyle P^{2}=1} (항등 연산자)이므로 P의 고유값은 +1과 -1이다. 해당 고유 벡터는 대칭 및 반대칭 상태이다.
{\displaystyle P|n_{1},n_{2};S\rangle =+|n_{1},n_{2};S\rangle }
{\displaystyle P|n_{1},n_{2};A\rangle =-|n_{1},n_{2};A\rangle }
즉, 대칭 및 반대칭 상태는 입자 레이블의 교환에 대해 본질적으로 변하지 않는다. 힐베르트 공간의 다른 곳으로 "회전"되는 대신 +1 또는 -1의 인수로만 곱해진다. 이는 입자 레이블이 물리적 의미가 없음을 나타내며, 구별 불가능성에 대한 이전 논의와 일치한다.
P가 헤르미트이므로 시스템의 관측량으로 간주될 수 있다. 상태가 대칭인지 반대칭인지 알아내기 위해 측정을 수행할 수 있다. 더욱이, 입자의 등가성은 해밀토니언이 다음과 같은 대칭 형태로 작성될 수 있음을 나타낸다.
{\displaystyle H={\frac {p_{1}^{2}}{2m}}+{\frac {p_{2}^{2}}{2m}}+U(|x_{1}-x_{2}|)+V(x_{1})+V(x_{2})}
이러한 해밀토니언은 교환자 관계를 만족함을 보일 수 있다.
{\displaystyle \left[P,H\right]=0}
하이젠베르크 방정식에 따르면, 이는 P의 값이 운동 상수임을 의미한다. 양자 상태가 처음부터 대칭(반대칭)이면, 시스템이 진화함에 따라 대칭(반대칭)으로 유지된다. 수학적으로는 상태 벡터가 P의 두 고유 공간 중 하나에 갇혀 있으며, 전체 힐베르트 공간을 자유롭게 이동할 수 없다는 것을 의미한다. 따라서 해당 고유 공간을 시스템의 실제 힐베르트 공간으로 취급할 수 있다. 이것이 포크 공간 정의의 이면에 있는 아이디어이다.

### 페르미온과 보손
대칭 또는 반대칭의 선택은 입자의 종류에 따라 결정된다. 예를 들어, 광자나 헬륨-4 원자를 설명할 때는 항상 대칭 상태를 사용해야 하며, 전자나 양성자를 설명할 때는 반대칭 상태를 사용해야 한다.
대칭 상태를 나타내는 입자를 보손이라고 한다. 대칭 상태의 본질은 많은 동일한 보손으로 구성된 시스템의 통계적 특성에 중요한 영향을 미친다. 이러한 통계적 특성은 보스-아인슈타인 통계로 설명된다.
반대칭 상태를 나타내는 입자를 페르미온이라고 한다. 반대칭은 파울리 배타 원리를 발생시켜 동일한 페르미온이 동일한 양자 상태를 공유하는 것을 금지한다. 많은 동일한 페르미온으로 구성된 시스템은 페르미-디랙 통계로 설명된다.
파라통계는 수학적으로 가능하지만, 자연에는 그 예시가 존재하지 않는다.
특정 2차원 시스템에서는 혼합 대칭이 발생할 수 있다. 이 이국적인 입자들은 애니온으로 알려져 있으며, 분수 통계를 따른다. 애니온의 존재에 대한 실험적 증거는 MOSFET의 역전층을 형성하는 2차원 전자 기체에서 관찰되는 현상인 분수 양자 홀 효과에 존재한다. 플렉톤으로 알려진 입자와 관련된 브레이드 통계라는 또 다른 유형의 통계가 있다.
스핀-통계 정리는 동일한 입자의 교환 대칭과 그 스핀을 관련시킨다. 이는 보손은 정수 스핀을 가지며, 페르미온은 반정수 스핀을 가진다고 명시한다. 애니온은 분수 스핀을 가진다.

### N개의 입자
위 논의는 N개의 입자의 경우로 쉽게 일반화된다. 양자수 n1, n2, ..., nN을 가진 N개의 입자가 있다고 가정하자. 입자가 보손인 경우, 임의의 두 입자 레이블의 교환에 대해 대칭인 완전히 대칭 상태를 차지한다.
{\displaystyle |n_{1}n_{2}\cdots n_{N};S\rangle ={\sqrt {\frac {\prod _{n}m_{n}!}{N!}}}\sum _{p}\left|n_{p(1)}\right\rangle \left|n_{p(2)}\right\rangle \cdots \left|n_{p(N)}\right\rangle }
여기서 합은 N개의 요소에 작용하는 순열 p에 따른 모든 다른 상태에 대해 수행된다. 합계 왼쪽에 있는 제곱근은 정규화 상수이다. mn은 N-입자 상태에 나타나는 각 단일 입자 상태 n의 횟수를 나타낸다. Σn mn = N임에 유의한다.
마찬가지로, 페르미온은 완전히 반대칭 상태를 차지한다.
{\displaystyle |n_{1}n_{2}\cdots n_{N};A\rangle ={\frac {1}{\sqrt {N!}}}\sum _{p}\operatorname {sgn} (p)\left|n_{p(1)}\right\rangle \left|n_{p(2)}\right\rangle \cdots \left|n_{p(N)}\right\rangle \ }
여기서 sgn(p)는 각 순열의 부호(즉, {\displaystyle p}가 짝수 개의 전치로 구성되면 {\displaystyle +1}, 홀수이면 {\displaystyle -1})이다. {\displaystyle \Pi _{n}m_{n}} 항이 없음에 유의한다. 왜냐하면 각 단일 입자 상태는 페르미온 상태에서 한 번만 나타날 수 있기 때문이다. 그렇지 않으면 반대칭성으로 인해 합은 다시 0이 되어 물리적으로 불가능한 상태를 나타낼 것이다. 이것은 다입자에 대한 파울리 배타 원리이다.
이러한 상태는 다음과 같이 정규화되었다.
{\displaystyle \langle n_{1}n_{2}\cdots n_{N};S|n_{1}n_{2}\cdots n_{N};S\rangle =1,\qquad \langle n_{1}n_{2}\cdots n_{N};A|n_{1}n_{2}\cdots n_{N};A\rangle =1.}

### 측정
대칭(반대칭) 상태에 있는 N개의 보손(페르미온) 시스템이 있다고 가정하자.
{\displaystyle |n_{1}n_{2}\cdots n_{N};S/A\rangle }
그리고 다른 이산 관측량 m에 대한 측정이 수행된다. 일반적으로 이는 한 입자에 대해 m1, 다른 입자에 대해 m2 등의 결과를 산출한다. 입자가 보손(페르미온)이면, 측정 후 상태는 대칭(반대칭)으로 유지되어야 한다. 즉,
{\displaystyle |m_{1}m_{2}\cdots m_{N};S/A\rangle }
m 측정에 대한 특정 결과를 얻을 확률은 다음과 같다.
{\displaystyle P_{S/A}\left(n_{1},\ldots ,n_{N}\rightarrow m_{1},\ldots ,m_{N}\right)\equiv {\big |}\left\langle m_{1}\cdots m_{N};S/A\,|\,n_{1}\cdots n_{N};S/A\right\rangle {\big |}^{2}}
다음과 같이 나타낼 수 있다.
{\displaystyle \sum _{m_{1}\leq m_{2}\leq \dots \leq m_{N}}P_{S/A}(n_{1},\ldots ,n_{N}\rightarrow m_{1},\ldots ,m_{N})=1}
이는 전체 확률이 1임을 확인한다. 합은 각 다중 입자 상태가 한 번 이상 계산되지 않도록 m1, ..., mN의 순서가 지정된 값으로 제한되어야 한다.

### 파동 함수 표현
지금까지 논의는 이산 관측량만을 포함했다. 이는 위치 x와 같은 연속 관측량으로 확장될 수 있다.
연속 관측량의 고유 상태는 이산 관측량과 같이 단일 값이 아니라 관측량의 무한소 범위를 나타낸다는 점을 상기하자. 예를 들어, 입자가 상태 |ψ⟩에 있으면, 어떤 위치 x 주변의 부피 d3x 영역에서 입자를 찾을 확률은 다음과 같다.
{\displaystyle |\langle x|\psi \rangle |^{2}\;d^{3}x}
결과적으로, 연속 고유 상태 |x⟩는 단위 대신 델타 함수로 정규화된다.
{\displaystyle \langle x|x'\rangle =\delta ^{3}(x-x')}
대칭 및 반대칭 다중 입자 상태는 이전과 동일한 방식으로 연속 고유 상태로부터 구성될 수 있다. 그러나 다른 정규화 상수를 사용하는 것이 일반적이다.
{\displaystyle {\begin{aligned}|x_{1}x_{2}\cdots x_{N};S\rangle &={\sqrt {\frac {\prod _{j}n_{j}!}{N!}}}\sum _{p}\left|x_{p(1)}\right\rangle \left|x_{p(2)}\right\rangle \cdots \left|x_{p(N)}\right\rangle \\|x_{1}x_{2}\cdots x_{N};A\rangle &={\frac {1}{\sqrt {N!}}}\sum _{p}\mathrm {sgn} (p)\left|x_{p(1)}\right\rangle \left|x_{p(2)}\right\rangle \cdots \left|x_{p(N)}\right\rangle \end{aligned}}}
다체 파동 함수는 다음과 같이 쓸 수 있다.
{\displaystyle {\begin{aligned}\Psi _{n_{1}n_{2}\cdots n_{N}}^{(S)}(x_{1},x_{2},\ldots ,x_{N})&\equiv \langle x_{1}x_{2}\cdots x_{N};S|n_{1}n_{2}\cdots n_{N};S\rangle \\[4pt]&={\sqrt {\frac {\prod _{j}n_{j}!}{N!}}}\sum _{p}\psi _{p(1)}(x_{1})\psi _{p(2)}(x_{2})\cdots \psi _{p(N)}(x_{N})\\[10pt]\Psi _{n_{1}n_{2}\cdots n_{N}}^{(A)}(x_{1},x_{2},\ldots ,x_{N})&\equiv \langle x_{1}x_{2}\cdots x_{N};A|n_{1}n_{2}\cdots n_{N};A\rangle \\[4pt]&={\frac {1}{\sqrt {N!}}}\sum _{p}\mathrm {sgn} (p)\psi _{p(1)}(x_{1})\psi _{p(2)}(x_{2})\cdots \psi _{p(N)}(x_{N})\end{aligned}}}
여기서 단일 입자 파동 함수는 평소와 같이 다음과 같이 정의된다.
{\displaystyle \psi _{n}(x)\equiv \langle x|n\rangle }
이러한 파동 함수의 가장 중요한 특성은 좌표 변수 중 두 개를 교환하면 파동 함수가 단지 플러스 또는 마이너스 부호로만 변한다는 것이다. 이는 파동 함수 표현에서 대칭 및 반대칭의 발현이다.
{\displaystyle {\begin{aligned}\Psi _{n_{1}\cdots n_{N}}^{(S)}(\cdots x_{i}\cdots x_{j}\cdots )=\Psi _{n_{1}\cdots n_{N}}^{(S)}(\cdots x_{j}\cdots x_{i}\cdots )\\[3pt]\Psi _{n_{1}\cdots n_{N}}^{(A)}(\cdots x_{i}\cdots x_{j}\cdots )=-\Psi _{n_{1}\cdots n_{N}}^{(A)}(\cdots x_{j}\cdots x_{i}\cdots )\end{aligned}}}
다체 파동 함수는 다음과 같은 의미를 가진다. 시스템이 처음에는 양자수 n1, ..., nN을 가진 상태에 있고, 위치 측정이 수행되면, x1, x2, ..., xN 근처의 무한소 부피에서 입자를 찾을 확률은 다음과 같다.
{\displaystyle N!\;\left|\Psi _{n_{1}n_{2}\cdots n_{N}}^{(S/A)}(x_{1},x_{2},\ldots ,x_{N})\right|^{2}\;d^{3N}\!x}
N! 인수는 정규화 상수에서 온 것으로, 단일 입자 파동 함수와 유사하게 다음과 같이 선택되었다.
{\displaystyle \int \!\int \!\cdots \!\int \;\left|\Psi _{n_{1}n_{2}\cdots n_{N}}^{(S/A)}(x_{1},x_{2},\ldots ,x_{N})\right|^{2}d^{3}\!x_{1}d^{3}\!x_{2}\cdots d^{3}\!x_{N}=1}
각 적분은 x의 모든 가능한 값에 대해 실행되므로, 각 다중 입자 상태는 적분 공간에서 N! 번 나타난다. 즉, 각 사건과 관련된 확률은 적분 공간에서 N! 개의 동등한 지점에 고르게 분포된다. 제한된 적분보다 무제한 적분으로 작업하는 것이 일반적으로 더 편리하므로, 정규화 상수는 이를 반영하도록 선택되었다.
마지막으로, 반대칭 파동 함수는 행렬의 행렬식, 즉 슬레이터 행렬식으로 쓸 수 있다.
{\displaystyle \Psi _{n_{1}\cdots n_{N}}^{(A)}(x_{1},\ldots ,x_{N})={\frac {1}{\sqrt {N!}}}\left|{\begin{matrix}\psi _{n_{1}}(x_{1})&\psi _{n_{1}}(x_{2})&\cdots &\psi _{n_{1}}(x_{N})\\\psi _{n_{2}}(x_{1})&\psi _{n_{2}}(x_{2})&\cdots &\psi _{n_{2}}(x_{N})\\\vdots &\vdots &\ddots &\vdots \\\psi _{n_{N}}(x_{1})&\psi _{n_{N}}(x_{2})&\cdots &\psi _{n_{N}}(x_{N})\\\end{matrix}}\right|}

### 연산자 접근 방식 및 파라통계
{\displaystyle n} 입자에 대한 힐베르트 공간은 텐서곱 {\textstyle \bigotimes _{n}H}으로 주어진다. {\displaystyle S_{n}}의 순열군은 엔트리를 순열하여 이 공간에 작용한다. 정의에 따라 {\displaystyle n} 개의 구별 불가능한 입자에 대한 관측량 {\displaystyle a}의 기댓값은 이 순열에 대해 불변이어야 한다. 이는 모든 {\displaystyle \psi \in H} 및 {\displaystyle \sigma \in S_{n}}에 대해
{\displaystyle (\sigma \Psi )^{t}a(\sigma \Psi )=\Psi ^{t}a\Psi ,}
또는 각 {\displaystyle \sigma \in S_{n}}에 대해 동등하게
{\displaystyle \sigma ^{t}a\sigma =a}.
두 상태는 모든 관측량에 대해 기댓값이 일치할 때 동등하다. {\displaystyle n}개의 동일한 입자의 관측량으로 제한하고, 따라서 위 방정식을 만족하는 관측량으로 제한하면, 다음 상태(정규화 후)가 동등하다는 것을 알 수 있다.
{\displaystyle \Psi \sim \sum _{\sigma \in S_{n}}\lambda _{\sigma }\sigma \Psi }.
동등성 클래스는 {\textstyle \bigotimes _{n}H}의 {\displaystyle S_{n}} 하의 기약 부분공간과 일대일 대응 관계에 있다.
두 가지 명백한 기약 부분 공간은 1차원 대칭/보손 부분 공간과 반대칭/페르미온 부분 공간이다. 그러나 더 많은 유형의 기약 부분 공간이 있다. 이러한 다른 기약 부분 공간과 관련된 상태를 파라통계 상태라고 한다. 영 타블로는 이러한 모든 기약 부분 공간을 분류하는 방법을 제공한다.

## 통계적 특성

### 구별 불가능성의 통계적 효과
입자의 구별 불가능성은 입자의 통계적 특성에 지대한 영향을 미친다. 이를 설명하기 위해, N개의 구별 가능한 비상호작용 입자로 구성된 시스템을 고려해 보자. 다시 한 번, nj를 입자 j의 상태(즉, 양자수)라고 하자. 입자가 동일한 물리적 특성을 가진다면, nj는 동일한 값의 범위를 갖는다. n 상태에 있는 입자의 에너지를 ε(n)이라고 하자. 입자가 상호 작용하지 않으므로 시스템의 총 에너지는 단일 입자 에너지의 합이다. 시스템의 분배 함수는 다음과 같다.
{\displaystyle Z=\sum _{n_{1},n_{2},\ldots ,n_{N}}\exp \left\{-{\frac {1}{kT}}\left[\varepsilon (n_{1})+\varepsilon (n_{2})+\cdots +\varepsilon (n_{N})\right]\right\}}
여기서 k는 볼츠만 상수이고 T는 온도이다. 이 표현은 다음과 같이 인수분해될 수 있다.
{\displaystyle Z=\xi ^{N}}
여기서
{\displaystyle \xi =\sum _{n}\exp \left[-{\frac {\varepsilon (n)}{kT}}\right].}
입자가 동일하다면 이 방정식은 잘못되었다. 단일 입자 상태 [n1, ..., nN]으로 설명되는 시스템 상태를 고려해 보자. Z에 대한 방정식에서 ns의 모든 가능한 순열이 합계에 한 번씩 나타나지만, 이러한 각 순열은 동일한 다입자 상태를 설명하고 있다. 따라서 상태 수가 과도하게 계산되었다.
온도가 높을 때 유효한 중복 상태의 가능성을 무시하면 각 상태가 계산되는 횟수는 대략 N!이다. 올바른 분배 함수는 다음과 같다.
{\displaystyle Z={\frac {\xi ^{N}}{N!}}.}
이 "고온" 근사는 페르미온과 보손을 구별하지 않는다는 점에 유의한다.
구별 가능한 입자와 구별 불가능한 입자의 분배 함수 간의 불일치는 양자 역학이 출현하기 전인 19세기부터 알려져 있었다. 이는 기브스 역설로 알려진 어려움을 초래한다. 기브스는 방정식 Z = ξN에서 고전 이상기체의 엔트로피가 다음과 같음을 보였다.
{\displaystyle S=Nk\ln \left(V\right)+Nf(T)}
여기서 V는 기체의 부피이고 f는 T에만 의존하는 함수이다. 이 결과의 문제는 S가 세기적이지 않다는 것이다. N과 V가 두 배가 되면 S는 그에 따라 두 배가 되지 않는다. 이러한 시스템은 열역학의 가정을 따르지 않는다.
기브스는 또한 Z = ξN/N!을 사용하면 결과가 다음과 같이 변한다는 것을 보였다.
{\displaystyle S=Nk\ln \left({\frac {V}{N}}\right)+Nf(T)}
이는 완벽하게 세기적이다.

### 보손과 페르미온의 통계적 특성
보손과 페르미온의 통계적 행동에는 중요한 차이가 있으며, 이는 각각 보스-아인슈타인 통계와 페르미-디랙 통계로 설명된다. 대략적으로 말하면, 보손은 동일한 양자 상태로 뭉치는 경향이 있으며, 이는 레이저, 보스-아인슈타인 응축, 초유체와 같은 현상의 근간을 이룬다. 반면에 페르미온은 양자 상태를 공유하는 것이 금지되어 있으며, 이는 페르미 기체와 같은 시스템을 발생시킨다. 이것은 파울리 배타 원리로 알려져 있으며, 원자의 전자(페르미온)가 동일한 가장 낮은 에너지 상태에 모두 놓이는 대신 전자 껍질 내의 여러 상태를 연속적으로 채우기 때문에 화학의 대부분을 책임진다.
페르미온, 보손, 구별 가능한 입자 사이의 통계적 행동 차이는 두 입자 시스템을 사용하여 설명할 수 있다. 입자는 A와 B로 지정된다. 각 입자는 동일한 에너지를 가지는 {\displaystyle |0\rangle }과 {\displaystyle |1\rangle }로 표시된 두 가지 가능한 상태로 존재할 수 있다.
복합 시스템은 시끄러운 환경과 상호 작용하면서 시간적으로 진화할 수 있다. {\displaystyle |0\rangle }과 {\displaystyle |1\rangle } 상태는 에너지적으로 동등하므로 어느 상태도 선호되지 않으므로 이 과정은 상태를 무작위화하는 효과를 가진다. (양자 얽힘 문서에서 논의된다.) 시간이 지나면 복합 시스템은 이용 가능한 각 상태를 차지할 동일한 확률을 갖게 된다. 그런 다음 입자 상태가 측정된다.
A와 B가 구별 가능한 입자라면 복합 시스템은 {\displaystyle |0\rangle |0\rangle }, {\displaystyle |1\rangle |1\rangle }, {\displaystyle |0\rangle |1\rangle }, {\displaystyle |1\rangle |0\rangle }의 네 가지 구별되는 상태를 갖는다. {\displaystyle |0\rangle } 상태에서 두 입자를 얻을 확률은 0.25이다. {\displaystyle |1\rangle } 상태에서 두 입자를 얻을 확률은 0.25이다. {\displaystyle |0\rangle } 상태에서 한 입자를 얻고 다른 입자가 {\displaystyle |1\rangle } 상태에 있을 확률은 0.5이다.
A와 B가 동일한 보손인 경우, 복합 시스템은 {\displaystyle |0\rangle |0\rangle }, {\displaystyle |1\rangle |1\rangle }, 그리고 {\displaystyle {\frac {1}{\sqrt {2}}}(|0\rangle |1\rangle +|1\rangle |0\rangle )}의 세 가지 구별되는 상태만 가진다. 실험을 수행하면 {\displaystyle |0\rangle } 상태에서 두 입자를 얻을 확률은 이제 0.33이다. {\displaystyle |1\rangle } 상태에서 두 입자를 얻을 확률은 0.33이다. {\displaystyle |0\rangle } 상태에서 한 입자를 얻고 다른 입자가 {\displaystyle |1\rangle } 상태에 있을 확률은 0.33이다. 동일한 상태에서 입자를 찾을 확률이 구별 가능한 경우보다 상대적으로 크다는 점에 유의한다. 이는 보손이 "뭉치는" 경향을 보여준다.
A와 B가 동일한 페르미온인 경우, 복합 시스템에 이용 가능한 상태는 완전히 반대칭 상태인 {\displaystyle {\frac {1}{\sqrt {2}}}(|0\rangle |1\rangle -|1\rangle |0\rangle )}뿐이다. 실험을 수행하면 한 입자는 항상 {\displaystyle |0\rangle } 상태에 있고 다른 입자는 {\displaystyle |1\rangle } 상태에 있다.
결과는 표 1에 요약되어 있다.
| 입자      | 둘 다 0 | 둘 다 1 | 하나는 0, 하나는 1 |
| --------- | ------- | ------- | ------------------ |
| 구별 가능 | 0.25    | 0.25    | 0.5                |
| 보손      | 0.33    | 0.33    | 0.33               |
| 페르미온  | 0       | 0       | 1                  |

보시다시피, 두 입자로 이루어진 시스템조차도 구별 가능한 입자, 보손, 페르미온 사이에서 다른 통계적 행동을 보인다. 페르미-디랙 통계 및 보스-아인슈타인 통계 문서에서는 이러한 원칙이 많은 수의 입자로 확장되며, 질적으로 유사한 결과를 얻는다.

## 호모토피 등급
입자 통계가 작동하는 방식을 이해하려면 먼저 입자가 점으로 국소화된 여기이며, 공간적으로 분리된 입자는 상호 작용하지 않는다는 점에 유의해야 한다. 평평한 d차원 공간 M에서 특정 시간에 두 동일한 입자의 구성은 M × M의 요소로 지정될 수 있다. 입자들 사이에 겹침이 없어 직접 상호 작용하지 않는다면, 그 위치는 겹치는 점이 제거된 부분 공간인 [M × M] \ {coincident points}에 속해야 한다. 요소 (x, y)는 입자 I가 x에 있고 입자 II가 y에 있는 구성을 나타내고, (y, x)는 교환된 구성을 나타낸다. 동일한 입자의 경우, (x, y)로 설명되는 상태는 (y, x)로 설명되는 상태와 구별할 수 없어야 한다. 이제 공간 [M × M] \ {coincident points}  내에서 (x, y)에서 (y, x)로 가는 연속 경로의 호모토피 등급을 고려해 보자. M이 {\displaystyle \mathbb {R} ^{d}}이고 d ≥ 3인 경우, 이 호모토피 등급에는 단 하나의 요소만 존재한다. M이 {\displaystyle \mathbb {R} ^{2}}인 경우, 이 호모토피 등급에는 가산 무한 개의 요소가 존재한다(즉, 시계 반대 방향으로 반바퀴 교환, 한 바퀴 반 교환, 두 바퀴 반 교환 등, 시계 방향으로 반바퀴 교환 등). 특히, 시계 반대 방향으로 반바퀴 교환은 시계 방향으로 반바퀴 교환과 호모토픽하지 않다. 마지막으로, M이 {\displaystyle \mathbb {R} }인 경우, 이 호모토피 등급은 비어 있다.
먼저 d ≥ 3이라고 가정하자. [M × M] ∖ coincident points}의 피복 공간, 즉 [M × M] ∖ coincident points} 자체는 (x, y)와 물리적으로 구별할 수 없는 두 점, 즉 (x, y) 자체와 (y, x)만 가진다. 따라서 허용되는 유일한 교환은 두 입자를 모두 교환하는 것이다. 이 교환은 대합이므로, 그 효과는 위상을 1의 제곱근으로 곱하는 것뿐이다. 루트가 +1이면 점은 보스 통계를 따르고, 루트가 -1이면 점은 페르미 통계를 따른다.
{\displaystyle M=\mathbb {R} ^{2}}의 경우, [M × M] ∖ coincident points}의 보편 피복 공간은 (x, y)와 물리적으로 구별할 수 없는 무한히 많은 점을 포함한다. 이는 시계 반대 방향으로 반바퀴 교환을 수행하여 생성되는 무한 순환군에 의해 설명된다. 이전 경우와 달리 이 교환을 두 번 연속 수행해도 원래 상태로 돌아오지 않는다. 따라서 이러한 교환은 일반적으로 임의의 실수 θ에 대해 exp(iθ)를 곱하는 결과를 초래할 수 있다(유니터리성에 따라 곱셈의 절댓값은 1이어야 한다). 이를 애니온 통계라고 한다. 사실, 두 구별 가능한 입자에서도 (x, y)는 이제 (y, x)와 물리적으로 구별 가능하지만, 보편 피복 공간은 여전히 원래 점과 물리적으로 구별할 수 없는 무한히 많은 점을 포함하며, 이제 시계 반대 방향으로 한 바퀴 회전하여 생성된다. 이 생성자는 그러면 exp(iφ)를 곱하는 결과를 초래한다. 여기서 이 위상 인수는 상호 통계라고 한다.
마지막으로, {\displaystyle M=\mathbb {R} }의 경우, 공간 [M × M] ∖ coincident points}은 연결되어 있지 않으므로 입자 I와 입자 II가 동일하더라도 "왼쪽에 있는 입자"와 "오른쪽에 있는 입자"와 같은 레이블을 통해 여전히 구별할 수 있다. 여기에는 교환 대칭이 없다.

## 같이 보기
- 준집합 이론
- 드브로이 가설

## 참고 문헌
- Tuckerman, Mark (2010), 《Statistical Mechanics》, Oxford University Press, Oxford, England, ISBN 978-0198525264